# Soqman ibn Ortoq
Soqman ibn Ortoq ou Mu’în ed-Dîn Sökmen († 1105) était un officier bey turc de la famille des Ortoqides au service des Seldjoukides. Il était seigneur de Mardin et gouverneur de Jérusalem, un an avant la prise de la ville par les Croisés.

## Biographie
Il succède à son père en 1091 comme gouverneur de Jérusalem sous la suzeraineté de Tutuş, sultan seldjoukide de Syrie, qui meurt en 1095. Il subit ensuite la suzeraineté de Ridwan, émir d'Alep, pour les domaines de Mardin et d'Hisn Kaîfâ et de Duqâq, émir de Damas, pour Jérusalem. Le problème de cette double suzeraineté est que les deux frères se détestent, mettant Soqman dans une position délicate en cas de conflit. En 1098, il rejoint l'armée de Ridwan qui tente de déloger les croisés qui assiègent Antioche, tenue par Yâghî Siyân, mais l'armée est battue devant la ville le 9 février 1098. Au mois de juin, il rejoint dans le même but l'armée de Kerbogha, qui parvient à Antioche le lendemain de la prise de la ville par les croisés. Un second siège débute, et la bataille entre chrétiens et musulmans s'engage le 28 juin, mais rapidement tourne à la déroute pour les Musulmans. Soqman et Janâh al-Dawla, émir d'Homs sont les deux derniers à tenir sur le champ de bataille, avant de devoir fuir.
En 1098, profitant des difficultés des Seldjoukides aux prises avec les croisés, le vizir fatimide al-Afdal Shâhânshâh attaque la Palestine et met en juillet 1098 le siège devant Jérusalem défendue par Soqman et son frère Il Ghazi. Le 26 août 1098, Soqman et Il-Ghazi sont contraints de capituler et de livrer la ville, mais peuvent librement rejoindre Damas. Il se retire dans ses terres du nord de la Syrie, mais se trouve à proximité du comté d'Édesse. En 1097, le comte Baudouin Ier avait pris la place forte de Sarûj à Balak, le neveu de Soqman, et ce dernier tente de la reprendre au comte Baudouin II en janvier 1101, mais il est mis en déroute par Baudouin.
En 1102, plusieurs chefs se disputent la succession de Kerbogha, atabeg de Mossoul, et Soqman soutient l'un d'entre eux, Musa. Ce dernier est sauvé par l'intervention de Soqman, mais meurt peu après tué par Jekermish. Jekermish et Soqman se livrent à une lutte acharnée, jusqu'au printemps 1104, quand les Francs Baudouin du Bourg, comte d'Édesse, Bohémond de Tarente, prince d'Antioche, Tancrède de Hauteville et Josselin de Courtenay, seigneur de Turbessel, mettent le siège devant Harran et projettent de marcher jusqu'à Mossoul puis Bagdad. Jekermish et Soqman font alors alliance pour lutter contre les envahisseurs et les défont à Harran le 7 mai 1104. Baudouin du Bourg et Josselin de Courtenay sont capturés, mais les querelles reprennent entre les deux chefs turcs et les empêchent d'exploiter leur victoire.
Fakhr al-Mulk, cadi de Tripoli, assiégée par les Francs de Raymond de Saint-Gilles, l'appelle peu après à son secours. Soqman réunit une armée et marche sur Tripoli, mais il meurt subitement d'une angine au début de l'année 1105 à Palmyre.

### Sources
- René Grousset, Histoire des croisades et du royaume franc de Jérusalem - I. 1095-1130 L'anarchie musulmane, Paris, Perrin, 1934 (réimpr. 2006), 883 p.
- (en) Charles Cawley, « West Asia and North Africa (2) », sur Medieval Lands, Foundation for Medieval Genealogy, 2006-2016.
- (en) Clifford Edmund Bosworth, The New Islamic Dynasties, A Chronological and Genealogical Manual, Edinburgh University Press, 2004, 400 p. (ISBN 0748621377, présentation en ligne, lire en ligne), « The Artuqids », p. 194-196